# Фон, Аллен
Аллен Фон Юкпхин (англ. Allen Fong, кит. упр. 方育平; род. 10 июля 1947, Гонконг) — гонконгский режиссёр, один из представителей Гонконгской новой волны конца 1970-х — начала 1980-х годов.

## Биография
Аллен Фон родился в Гонконге. Окончил факультет коммуникаций Гонконгского баптистского колледжа, после поступил в Университет Джорджии в США на специалитет «радиовещание, кино и телевидение». Получив степень магистра в области кинопроизводства в Университете, Фонг вернулся в Гонконг в 1975 году. Он начал работать на радио и телевидении Гонконга RTHK в качестве ассистента продюсера, а в 1976 году был назначен режиссером.
Несмотря на ограниченное количество его постановок, он является одним из режиссёров, которые завоёвывали награду «Лучший режиссёр» Гонконгской кинопремии не менее трёх раз (на ряду с Энн Хуэй и Джонни То). В 1981 году он победил с картиной «Отец и сын», в 1983 — «Аин», в 1986 — «Как погода». Фильм «А Йинг» был номинирован на высшую награду на 34-м Берлинском международном кинофестивале. В итоге фильм завоевал две премии: Премия Международной Католической организации в области кино — почетное упоминание (конкурсная программа) и Премия Европейской конфедерации художественного кино.

### Режиссёрские работы
- 1998: Опера маленькой жизни (Yi sheng yi tai xi)
- 1990: Танцующий бык (Wu niu)
- 1986: Как погода (Mei guo xin)
- 1983: Аин (Boon bin yen)
- 1981: Отец и сын (Foo ji ching)